# Everytime (The Kolors)
Everytime è un singolo del gruppo musicale italiano The Kolors, pubblicato il 3 maggio 2015 come primo estratto dal secondo album in studio Out.

## Descrizione
Seconda traccia dell'album, Everytime ha raggiunto la notorietà ancor prima dell'uscita dell'album poiché proposta dal vivo dal gruppo in numerose occasioni durante la partecipazione alla quattordicesima edizione del talent show Amici di Maria De Filippi. Il singolo ha ottenuto un immediato successo balzando in testa alla classifica dei brani più venduti su iTunes e conquistando il sesto posto nella Top Singoli stilata della FIMI.
Sulla cresta dell'onda del successo, Vodafone Italia ha scelto proprio Everytime per lanciare la nuova campagna pubblicitaria dell'estate, con testimonial Bruce Willis.

## Video musicale
Il videoclip del brano è stato anch'esso realizzato durante la partecipazione del gruppo al talent show Amici di Maria De Filippi ed è stato diretto dal direttore artistico del programma Giuliano Peparini e girato negli studi televisivi di Roma. È stato pubblicato sul canale YouTube ufficiale dei The Kolors il 29 maggio 2015.

## Tracce
1. Everytime – 3:04

## Classifiche
| Classifica (2015) | Posizione massima |
| ----------------- | ----------------- |
| Italia            | 6                 |